# كيث ميتشيل
كيث ميتشيل (بالإنجليزية: Keith Claudius Mitchell )‏ (و. 1946  م) هو رياضياتي، وأستاذ جامعي، وسياسي غرينادي.

## مناصب
تولى منصب رئيس وزراء غرينادا (منذ 20 فبراير 2013)
- عضو مجلس الشورى البريطاني.

## التعليم
تعلم في جامعة الهند الغربية، والجامعة الأميركية، وجامعة هوارد.